# Galle
 For alternative betydninger, se Galle (flertydig). (Se også artikler, som begynder med Galle)
En galle er en svulstagtig dannelse fremkaldt af forskellige, parasitiske organismer, som lever på planter.
Gallen består af væv, som planten har skabt under påvirkning fra den organisme, som lever inde i den. Parasitten udskiller stoffer, som styrer celledeling og specialisering i vævet omkring den, så der skabes en svulst, som er både levested og fødegrundlag for organismen. Ofte har vævet i gallen en helt anden sammensætning end plantens normale væv, en sammensætning, som svarer meget bedre til parasittens end til plantens behov.
Galler på egeblade indeholder bl.a. gallussyre og har tidligere været anvendt til fremstilling af blæk.
Galler er ofte forårsaget af galhvepse, galmyg eller andre insekter. Disse insekter lægger æg i planten, og deres larver udvikler sig i gallen.